# 何氏 (更始帝母)
何氏（?—?），名字不详。南阳郡平林（今湖北省随州市）人，汉更始帝刘玄的生母。刘玄的父亲刘子张是舂陵（今湖北省枣阳市南）人，娶了何氏为妻，生下了儿子刘玄。在南阳反王莽的起义中，刘玄就加入了母族所在的平林军，首领是陈牧，后来和新市、下江、舂陵汇合，新市、平林为了抵制舂陵刘伯升的势力，共推刘玄为皇帝。刘玄即位后，其母未得尊皇后或太后之位。